# Ouro Preto (tiểu vùng)
Ouro Preto là một tiểu vùng thuộc bang Minas Gerais, Brasil. Tiều vùng này có diện tích 3146 km², dân số năm 2007 là 153945 người.